# Hilde Hardeman
Hilde Hardeman ist eine belgische hohe Beamtin der Europäischen Union. Seit Dezember 2021 leitet sie als Generaldirektorin das Amt für Veröffentlichungen (OP).
Hilde Hardeman studierte an den Universitäten Löwen und Stanford sowie an der École des hautes études en sciences sociales in Paris. Sie wurde an der Universität Löwen in Slawistik promoviert. Am College of Europe war sie Visiting Professor.
Sie trat 1994 in den Dienst der Europäischen Kommission und war dort zunächst u. a. für die Beziehungen mit Russland, der Ukraine, Moldau und Belarus tätig. Anschließend leitete sie von 2011 bis 2014 das Briefing Team des Kommissionspräsidenten und war dann bis 2017 stellvertretende Kabinettschefin des Kommissionsvizepräsidenten Jyrki Katainen. Danach amtierte sie bis 2021 als Direktorin im Dienst für außenpolitische Instrumente.